# Leon Tadeusz Błaszczyk
Leon Tadeusz Błaszczyk (ur. 30 marca 1923 w Warszawie, zm. 27 grudnia 2016 tamże) – polski filolog klasyczny, muzykolog oraz historyk sztuki i kultury.

## Życiorys
Syn Feliksa i Anny. Uczęszczał do I Gimnazjum Miejskiego im. gen. Józefa Sowińskiego w Warszawie, następnie do Gimnazjum im. Stefana Żeromskiego w Warszawie, które ukończył w 1940 roku. W latach 1935–1939 matematyki uczył go Alfred Tarski, którego wspominał jako znakomitego pedagoga. Studiował filologię klasyczną na tajnym Uniwersytecie Warszawskim, a następnie od 1945 na Uniwersytecie Poznańskim. Absolwent filologii klasycznej Uniwersytetu Łódzkiego (1946). Tam też studiował muzykologię pod kierunkiem Alicji Simon. Od 1945 asystent w Katedrze Filologii Klasycznej UŁ. W latach 1947–1953 pracował w Bibliotece UŁ. Doktorat z zakresu Filologii Klasycznej obronił na Uniwersytecie Warszawskim w 1950 roku. Od 1953 pracownik Instytutu Historii UŁ, zastępca profesora – 1953, docent – 1956. Od 1965 kierownik Katedry Historii Kultury na Wydziale Filozoficzno-Historycznym Uniwersytetu Łódzkiego. W okresie 1964–1966 dziekan Wydziału Filozoficzno-Historycznego Uniwersytetu Łódzkiego. W latach 1967–1968 dyrektor Instytutu Historii Uniwersytetu Łódzkiego. W latach 1967–1968 wykładał historię polskiej kultury muzycznej XIX wieku w Instytucie Muzykologii Uniwersytetu Warszawskiego. Usunięty ze stanowisk oraz z PZPR w wyniku wydarzeń marcowych. Od 1968 do 1990 roku przebywał na emigracji w Stanach Zjednoczonych. Wykładowca Wydziału Języków i Literatur Słowiańskich New York University. Współpracownik „The Polish Review” i Polish Institute of Arts and Sciences of America w Nowym Jorku. W 1989 powrócił do Polski. Profesor od 1990 roku, wykładał na Uniwersytecie Warszawskim oraz w Wyższej Szkole Humanistycznej im. A. Gieysztora w Pułtusku.

## Odznaczenia i nagrody
- Nagroda Ministra Szkolnictwa Wyższego II stopnia (1965)
- Krzyż Kawalerski Orderu Odrodzenia Polski (1965)[5]

## Wybrane publikacje
- Rzym starożytny, Warszawa: Państwowe Zakłady Wydawnictw Szkolnych 1961 (wyd. 2 – 1964).
- Dyrygenci polscy i obcy w Polsce działający w XIX i XX wieku, Kraków: Polskie Wydaw. Muzyczne 1964.
- Ze studiów nad senatem rzymskim w okresie schyłku republiki, Łódź – Wrocław: Zakład Narodowy im. Ossolińskich 1965.
- Filologia klasyczna na Uniwersytecie Warszawskim w latach 1816–1915, cz. 1: 1816–1861, Warszawa: Wydawnictwa UW 1995.
- Henryk Sienkiewicz w muzyce, Warszawa: „Typografika” 2000.
- Filologia klasyczna na Uniwersytecie Warszawskim w latach 1816–1915, cz. 2: 1862–1915, Warszawa: Wydawnictwa UW 2003.
- Żydzi w kulturze muzycznej ziem polskich w XIX i XX wieku. Słownik biograficzny, Warszawa: Stowarzyszenie Żydowski Instytut Historyczny w Polsce 2014.